# Сатьянанд, Ананд
Сэр А́нанд Сатья́нанд (англ. Sir Anand Satyanand, прозвище «Сатч»; 22 июля 1944 года, Окленд, Новая Зеландия) — 19-й Генерал-губернатор Новой Зеландии (с 23 августа 2006 года по 23 августа 2011). Первый человек азиатского происхождения, занявший этот пост, и первый генерал-губернатор Новой Зеландии, не обладавший дворянскими титулами (однако был посвящён в рыцари в 2009 году).
Родился в индо-фиджийской семье, но всю свою жизнь провел в Новой Зеландии. В 1970 году окончил Оклендский университет и в течение последующих 12 лет работал юристом. В 1982—1995 гг. — окружной судья.